# Eredivisie (mannenhandbal) 1991/92
De Eredivisie is de hoogste afdeling van het Nederlandse handbal bij de heren op landelijk niveau. In het seizoen 1991/1992 werd E&O voor de derde keer landskampioen. BEVO Heldia en Lacerna/OSC degradeerden naar de Eerste divisie.

## Opzet
Eerst speelden de 12 ploegen in competitieverband. De klassering in de reguliere competitie bepaalde in welke nacompetitie de ploeg belandden. 
- De kampioenspoule was voor de ploegen die respectievelijk op plek één tot en met vier belandde. In de kampioenspoule speelden de ploegen een halve competitie, waarbij de punten uit de reguliere competitie niet werden meegenomen. De beste twee teams uit de kampioenspoule plaatsten zich voor de Best of Three-serie. Aan de hand van de Best of Three-serie werd bepaald die landskampioen van Nederland werd.
- De ploegen die op plek vijf tot en met acht belandde in de middengroep. In de middengroep werd een halve competitie gespeeld, waarbij de punten uit de reguliere competitie niet werden meegenomen.
- De vier laagst geklasseerde ploegen streden in de degradatiepoule voor handhaving in de eredivisie. In de degradatiepoule speelden de ploegen een hele competitie, waarbij de punten uit de reguliere competitie werden meegenomen. De twee laagst geklasseerde ploegen in de degradatiepoule degraderen naar de eerste divisie.

## Teams
| Club                 | Plaats    | Provincie     |
| -------------------- | --------- | ------------- |
| Aalsmeer             | Aalsmeer  | Noord-Holland |
| Blauw-Wit            | Neerbeek  | Limburg       |
| BEVO Heldia          | Panningen | Limburg       |
| HAKA/E&O             | Emmen     | Drenthe       |
| Schoonderbeek/ESCA   | Arnhem    | Gelderland    |
| Center Tapijt/Hellas | Den Haag  | Zuid-Holland  |
| Eagle/Hermes         | Den Haag  | Zuid-Holland  |
| Olympia HGL          | Hengelo   | Overijssel    |
| Lacerna/OSC          | Amsterdam | Noord-Holland |
| VGZ/Sittardia        | Sittard   | Limburg       |
| Helioform/Tachos     | Waalwijk  | Noord-Brabant |
| Hirschmann/V&L       | Geleen    | Limburg       |

## Reguliere competitie
| Pos | Club                 | Wed | W  | G | V  | Ptn | DV  | DT  | +/−  | Opmerking                           |
| --- | -------------------- | --- | -- | - | -- | --- | --- | --- | ---- | ----------------------------------- |
| 1   | VGZ/Sittardia        | 22  | 19 | 0 | 3  | 38  | 455 | 366 | +89  | Gekwalificeerd voor kampioenspoule  |
| 2   | Hirschmann/V&L       | 22  | 16 | 1 | 5  | 33  | 492 | 387 | +105 | Gekwalificeerd voor kampioenspoule  |
| 3   | HAKA/E&O             | 22  | 16 | 1 | 5  | 33  | 521 | 417 | +104 | Gekwalificeerd voor kampioenspoule  |
| 4   | Blauw-Wit            | 22  | 15 | 1 | 6  | 31  | 458 | 393 | +65  | Gekwalificeerd voor kampioenspoule  |
| 5   | Eagle/Hermes         | 22  | 11 | 2 | 9  | 24  | 425 | 388 | +37  | Gekwalificeerd voor middengroep     |
| 6   | Aalsmeer             | 22  | 11 | 2 | 9  | 24  | 432 | 419 | +13  | Gekwalificeerd voor middengroep     |
| 7   | Helioform/Tachos     | 22  | 9  | 4 | 9  | 22  | 427 | 442 | –15  | Gekwalificeerd voor middengroep     |
| 8   | Center Tapijt/Hellas | 22  | 7  | 5 | 10 | 19  | 456 | 473 | –17  | Gekwalificeerd voor middengroep     |
| 9   | Olympia HGL          | 22  | 7  | 1 | 14 | 15  | 413 | 485 | –72  | Gekwalificeerd voor degradatiepoule |
| 10  | BEVO Heldia          | 22  | 6  | 1 | 15 | 13  | 406 | 470 | –64  | Gekwalificeerd voor degradatiepoule |
| 11  | Schoonderbeek/ESCA   | 22  | 5  | 2 | 15 | 12  | 435 | 480 | –45  | Gekwalificeerd voor degradatiepoule |
| 12  | Lacerna/OSC          | 22  | 0  | 0 | 22 | 0   | 372 | 535 | –163 | Gekwalificeerd voor degradatiepoule |

## Degradatiepoule

### Stand
| Pos | Club               | Wed | Ptn | Opmerking                        |
| --- | ------------------ | --- | --- | -------------------------------- |
| 1   | Schoonderbeek/ESCA | 28  | 23  |                                  |
| 2   | Olympia HGL        | 28  | 21  |                                  |
| 3   | BEVO Heldia        | 28  | 16  | Gedegradeerd naar eerste divisie |
| 4   | Lacerna/OSC        | 28  | 4   | Gedegradeerd naar eerste divisie |

### Uitslagen
| Thuis \ Uit        | OLY   | BHC   | ESC   | OSC   |
| ------------------ | ----- | ----- | ----- | ----- |
| Olympia HGL        | 00–00 | 19–20 | 17–17 | ?     |
| BEVO Heldia        | 19–19 | 00–00 | 22–24 | 20–21 |
| Schoonderbeek/ESCA | 29–22 | ?     | 00–00 | 22–10 |
| Lacerna/OSC        | 25–29 | 19–18 | 19–24 | 00–00 |

## Middengroep

### Stand
| Pos | Club                 | Wed | W | G | V | Ptn | DV | DT | +/− |
| --- | -------------------- | --- | - | - | - | --- | -- | -- | --- |
| 1   | Eagle/Hermes         | 3   | 3 | 0 | 0 | 6   | 77 | 51 | +26 |
| 2   | Aalsmeer             | 3   | 2 | 0 | 1 | 4   | 60 | 65 | –5  |
| 3   | Helioform/Tachos     | 3   | 1 | 0 | 2 | 2   | 72 | 76 | –4  |
| 4   | Center Tapijt/Hellas | 3   | 0 | 0 | 3 | 0   | 55 | 72 | –17 |

### Uitslagen
| Thuis \ Uit          | HER   | AAL   | TAC   | HEL   |
| -------------------- | ----- | ----- | ----- | ----- |
| Eagle/Hermes         | 00–00 | 22–14 | 30–23 | 25–14 |
| Aalsmeer             | 00–00 | 00–00 | 25–23 | 21–20 |
| Helioform/Tachos     | 00–00 | 00–00 | 00–00 | 26–21 |
| Center Tapijt/Hellas | 00–00 | 00–00 | 00–00 | 00–00 |

## Kampioenspoule

### Stand
| Pos | Club           | Wed | W | G | V | Ptn | DV | DT | +/− | Opmerking                         |
| --- | -------------- | --- | - | - | - | --- | -- | -- | --- | --------------------------------- |
| 1   | HAKA/E&O       | 3   | 3 | 0 | 0 | 6   | 67 | 55 | +12 | Gekwalificeerd voor Best of Three |
| 2   | Hirschmann/V&L | 3   | 2 | 0 | 1 | 4   | 63 | 53 | +10 | Gekwalificeerd voor Best of Three |
| 3   | Blauw-Wit      | 3   | 0 | 1 | 2 | 1   | 50 | 60 | –10 |                                   |
| 4   | VGZ/Sittardia  | 3   | 0 | 1 | 2 | 1   | 55 | 67 | –12 |                                   |

### Uitslagen
| Thuis \ Uit    | SIT   | V&L   | E&O   | BLW   |
| -------------- | ----- | ----- | ----- | ----- |
| VGZ/Sittardia  | 00–00 | 17–23 | 21–27 | 17–17 |
| Hirschmann/V&L | 00–00 | 00–00 | 17–20 | 23–16 |
| HAKA/E&O       | 00–00 | 00–00 | 00–00 | 20–17 |
| Blauw-Wit      | 00–00 | 00–00 | 00–00 | 00–00 |

## Best of Three
|  | HAKA/E&O | 23 - 21 | Hirschmann/V&L | Angelslo, Emmen |
|  |          |         |                | Angelslo, Emmen |
|  |          |         |                | Angelslo, Emmen |

|  | Hirschmann/V&L | 23 - 22 | HAKA/E&O | Glanerbrook, Geleen |
|  |                |         |          | Glanerbrook, Geleen |
|  |                |         |          | Glanerbrook, Geleen |

|  | HAKA/E&O | 22 - 19 | Hirschmann/V&L | Angelslo, Emmen |
|  |          |         |                | Angelslo, Emmen |
|  |          |         |                | Angelslo, Emmen |

## Handballer van het jaar
Rond de wedstrijden van de supercup-wedstrijden werd de uitslag bekendgemaakt van de door Handbal-Magazine georganiseerde verkiezingen. Journalisten en trainers konden kiezen wie zij de beste handballers en scheidsrechterskoppel vonden.
| Pos | Naam             | Club           |
| --- | ---------------- | -------------- |
| 1   | Jop Hagreize     | HAKA/E&O       |
| 2   | Wil Jacobs       | Hirschmann/V&L |
| 3   | Dick Mastenbroek | VGZ/Sittardia  |